# گوشنیتز
شهر گوشنیتزدر ایالت تورینگن در کشور آلمان واقع شده‌است.